# Ana María Alcaraz Roca
Ana María Alcaraz Roca, Los Nietos (Cartagena), 13 de febrero de 1960, es una maestra y escritora española.

## Biografía
Fue Maestra de enseñanza primaria en un colegio de Los Belones, encargada de la biblioteca del centro en el que trabajaba y realizaba actividades de animación lectora y cuentacuentos tanto en su colegio como en los de la zona. En la actualidad, jubilada. 
Impartía un taller de escritura creativa dirigido a alumnos de Educación Primaria. 
Y es además escritora.
Sus poemas y relatos aparecen recogidos en numerosas antologías y revistas: Agora, Baquiana...

## Distinciones
Quedó finalista en la edición 2004 del Premio de poesía Dionisia García de la Universidad de Murcia. También quedó finalista en el Miguel de Cervantes de Armilla (Granada).

## Publicaciones
- Entre el cielo y el agua  (2001). Poemario
- El regreso.  Relato corto
- No crecieron rosas sobre sus tumbas  (2007) Ed. Aglaya.  Novela[5]
- Cuatro romances y una leyenda (2008) Excmo Ayuntamiento de Fuente Álamo de Murcia. Libro de contenido etnográfico.
- Sirenas en la niebla  (2016) Ed. Tombooktu. Novela[6][7][8][9][10]
- La cara oculta de la luna  (2019)  Ed. Pluma Verde. Poemario.[11][12]
- El día que nací yo. (2024) . Ed. Murcialibro. Novela[13][14]

Una selección de sus poemas aparece recogida en el libro Poesía en el Archivo, volumen 3. 2009. Ed. Tres Fronteras.